# Luis Comerón
Lluís Comerón  i Graupera (Mataró, 1960 - San Cugat del Vallés, 25 de enero de 2022) fue un arquitecto español. Fue presidente del Consejo Superior de los Colegios de Arquitectos de España (2017-2022).

## Trayectoria
Nació en Mataró, estudió arquitectura en la Escuela Técnica Superior de Arquitectura de Barcelona (ETSAB) donde se tituló como arquitecto. Inició su trabajo profesional colaborando con otros arquitectos y abrió su estudio de arquitectura en San Cugat del Vallés.
Fue presidente en la demarcación de Barcelona del Colegio de Arquitectos de Cataluña desde 2006 a 2010, año en el que comenzó su inicio como decano del Colegio de Arquitectos de Cataluña. Desde 2017 al 25 de enero de 2022 fue presidente del Consejo Superior de los Colegios de Arquitectos de España (CSCAE). Impulsor de una nueva visión de la arquitectura para el siglo XXI promovió el Observatorio 2030 del CSCAE como plataforma de debate y colaboración de todos los actores que participan en la edificación y la construcción de la ciudad. En este contexto impulsó la Ley de calidad de la Arquitectura, el pacto por la renovación urbana o la rehabilitación de edificios, regeneración y renovación urbana, entre otras iniciativas.
También fue miembro de otras instituciones, así formó parte del patronato del Instituto de Arquitectura Avanzada de Cataluña (IAAC).
El decano del Colegio Oficial de Arquitectos de Madrid, Sigfrido Herráez, expresó el 25 de enero de 2022 “hoy estamos de luto en la profesión por la pérdida de un compañero con el que siempre ha habido un gran entendimiento, que ha trabajado por la defensa y promoción de la Arquitectura en nuestro país; y la defensa de los derechos de los arquitectos”.

## Obras seleccionadas

###### Artículos
- 2020 Rehabilitación y renovación urbana, una solución a tres problemas.[7]
- 2021 Agenda 2030: una gobernanza desde el consenso, revista Profesiones nº 189, pag, 32.[12]

###### Arquitectura
- IES Mont Perdut en Tarrasa[13]
- IES Cubelles en Cubellas

## Reconocimientos
- 2017 a 2022 Presidente del CSCAE reelegido con amplio consenso.[6]